# Fußball-Weltmeisterschaft 2014/Deutschland
Dieser Artikel behandelt die deutsche Fußballnationalmannschaft bei der Fußball-Weltmeisterschaft 2014. Deutschland nahm zum achtzehnten Mal an der Endrunde und zum dritten Mal an einer WM in Südamerika teil. Die bisher einzigen Weltmeisterschaften (1930 und 1950), an denen Deutschland nicht teilnahm, fanden auch in Südamerika statt. Seit dem Sieg im Finale vom 13. Juli ist Deutschland nach Spanien (Südafrika 2010) die zweite europäische Mannschaft, die außerhalb Europas Weltmeister werden konnte, und die erste, die auf dem amerikanischen Doppelkontinent den Titel gewann.

## Qualifikation
Die Mannschaft qualifizierte sich über die Qualifikationsspiele des europäischen Fußballverbandes UEFA für die Weltmeisterschaft in Brasilien.

### Spiele

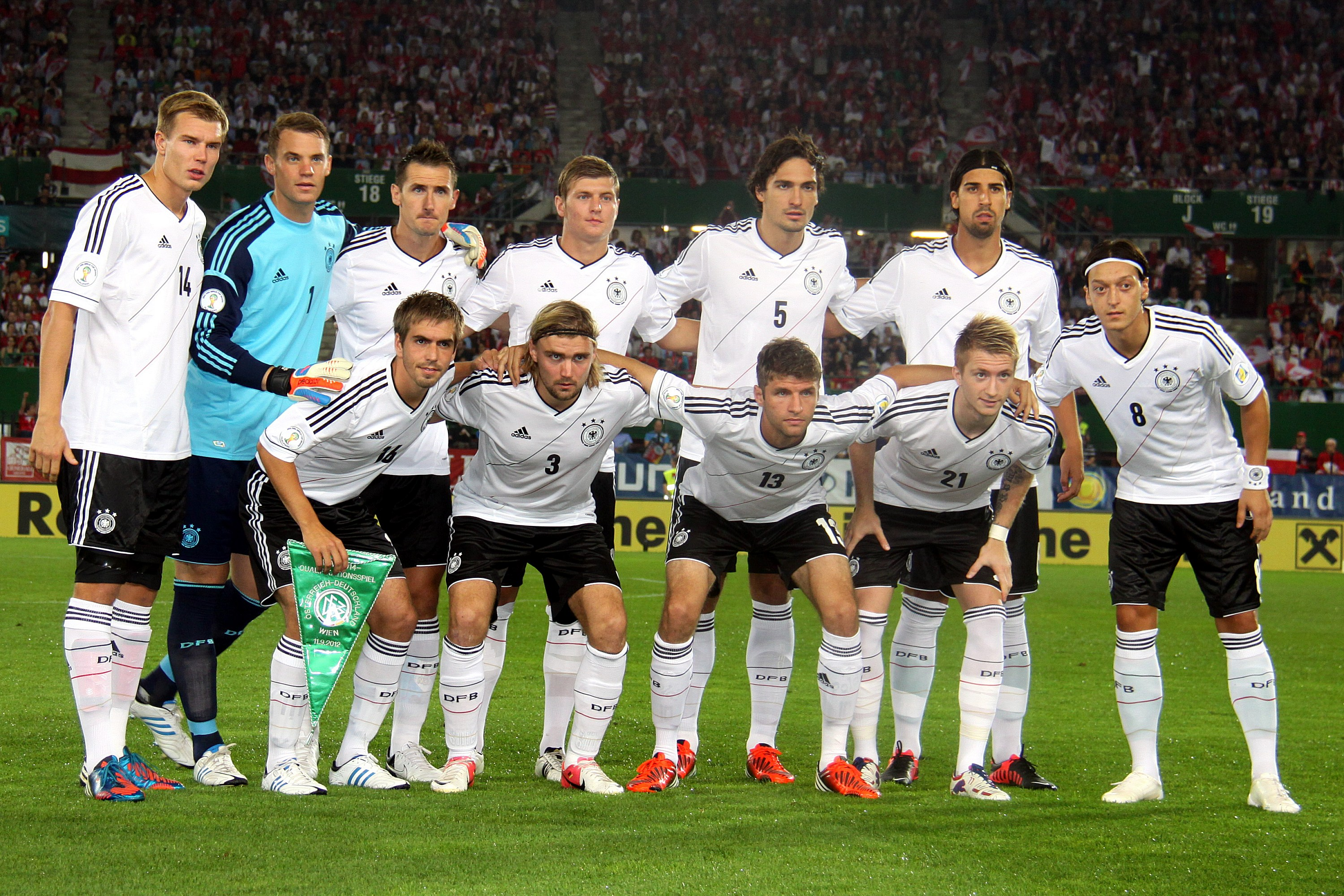
Die deutsche Fußballnationalmannschaft vor dem Spiel am 11. September 2012 in Wien

In der ersten Runde traf Deutschland in der Gruppe C auf Schweden, Österreich, Irland, Kasachstan und die Färöer. In den zehn daraus entstandenen Begegnungen trug Deutschland neun Siege und ein Remis gegen Schweden davon, wobei die deutsche Mannschaft dabei erstmals trotz eines 4:0-Vorsprungs nur ein Unentschieden erreichte (4:4). Durch das 3:0 am vorletzten Spieltag gegen Irland qualifizierte sich die Mannschaft vorzeitig als Gruppensieger direkt für die WM-Endrunde. Der höchste Sieg in der Gruppenphase war ein 6:1-Auswärtserfolg über Irland, wobei man Irland die höchste Heimniederlage beifügte. Nur im letzten Gruppenspiel in Schweden geriet die Mannschaft zeitweilig in Rückstand. Deutschland erzielte von allen europäischen Mannschaften die meisten Tore, musste aber auch von allen direkt qualifizierten europäischen Mannschaften die meisten Gegentore hinnehmen. Insgesamt erzielten 10 Spieler die deutschen Tore, davon Mesut Özil mit 8 Toren die meisten, womit er mit drei anderen Spielern Platz 3 der europäischen Torschützenliste belegte. Am 6. September 2013 erzielte Miroslav Klose beim Spiel gegen Österreich mit dem 1:0 seinen 68. Länderspieltreffer und egalisierte damit den Rekord von Gerd Müller. Insgesamt setzte Bundestrainer Joachim Löw 23 Spieler ein und damit wie Belgien die wenigsten Spieler aller qualifizierten Mannschaften. Nur Torhüter Manuel Neuer, Mesut Özil und Thomas Müller kamen in allen zehn Spielen zum Einsatz, von denen aber nur Neuer in allen Spielen über die volle Distanz spielte, während Özil im letzten Spiel gegen Schweden acht Minuten vor Spielende ausgewechselt wurde und Müller nur in vier Spielen über die volle Distanz spielte.
| Datum         | Spielort | Gastgeber   |   | Gast        | Ergebnis  | Torschützen                                                                                                   |
| ------------- | -------- | ----------- | - | ----------- | --------- | --- |
| 7. Sep. 2012  | Hannover | Deutschland | – | Färöer      | 3:0 (1:0) | Götze (28.), Özil (54., 72.)                                                                                  |
| 11. Sep. 2012 | Wien     | Österreich  | – | Deutschland | 1:2 (0:1) | Reus (44.), Özil (52., Elfm.); Junuzović (57.)                                                                |
| 12. Okt. 2012 | Dublin   | Irland      | – | Deutschland | 1:6 (0:2) | Reus (32., 40.), Özil (55., Elfm.), Klose (58.), Kroos (61., 83.); Keogh (90.+2')                             |
| 16. Okt. 2012 | Berlin   | Deutschland | – | Schweden    | 4:4 (3:0) | Klose (8., 15.), Mertesacker (39.), Özil (55.); Ibrahimović (62.), Lustig (64.), Elmander (76.), Elm (90.+3') |
| 22. März 2013 | Astana   | Kasachstan  | – | Deutschland | 0:3 (0:2) | Müller (20., 73.), Götze (22.)                                                                                |
| 26. März 2013 | Nürnberg | Deutschland | – | Kasachstan  | 4:1 (3:0) | Reus (23., 90.), Götze (27.), Gündoğan (31.); Schmidtgal (46.)                                                |
| 6. Sep. 2013  | München  | Deutschland | – | Österreich  | 3:0 (1:0) | Klose (33.), Kroos (51.), Müller (88.)                                                                        |
| 10. Sep. 2013 | Tórshavn | Färöer      | – | Deutschland | 0:3 (0:1) | Mertesacker (22.), Özil (74.), Müller (84.)                                                                   |
| 11. Okt. 2013 | Köln     | Deutschland | – | Irland      | 3:0 (1:0) | Khedira (11.), Schürrle (58.), Özil (90.+1')                                                                  |
| 15. Okt. 2013 | Solna    | Schweden    | – | Deutschland | 3:5 (2:1) | Hysén (6., 69.), Kačaniklić (42.); Özil (45.), Götze (52.), Schürrle (57., 66., 76.)                          |

### Abschlusstabelle der Qualifikationsrunde
| Pl. | Team        | Sp. | S | U | N | Tore    | Diff. | Punkte |
| --- | ----------- | --- | - | - | - | ------- | ----- | ------ |
| 1.  | Deutschland | 10  | 9 | 1 | 0 | 036:100 | +26   | 28     |
| 2.  | Schweden    | 10  | 6 | 2 | 2 | 019:140 | +5    | 20     |
| 3.  | Österreich  | 10  | 5 | 2 | 3 | 020:100 | +10   | 17     |
| 4.  | Irland      | 10  | 4 | 2 | 4 | 016:170 | −1    | 14     |
| 5.  | Kasachstan  | 10  | 1 | 2 | 7 | 006:210 | −15   | 05     |
| 6.  | Färöer      | 10  | 0 | 1 | 9 | 004:290 | −25   | 01     |

Schweden erreichte als einer der acht besten Gruppenzweiten die Playoff-Spiele, verlor aber beide Spiele gegen Portugal und konnte sich somit nicht für die WM qualifizieren.

## Vorbereitung
Zur Vorbereitung auf die WM wurden vier Freundschaftsspiele geplant, davon das letzte als Benefiz-Spiel. Zwischen dem zweiten und dritten Spiel fand vom 21. bis 31. Mai 2014 ein Trainingslager im Passeiertal in Südtirol statt, an dem auch als Testspielgegner die U-20-Nationalmannschaft teilnahm. Ein erweiterter Kader von 28 Spielern für das Trainingslager wurde von Bundestrainer Löw am 8. Mai benannt. Dieser musste nach dem Trainingslager auf 23 Spieler reduziert werden. Beim 6:1-Sieg gegen Armenien erzielte Klose sein 69. Länderspieltor und ist damit nun alleiniger Rekordtorschütze der deutschen Nationalmannschaft. Jedoch verletzte sich Marco Reus in diesem letzten Spiel vor der WM und konnte deshalb nicht an dieser teilnehmen (siehe unten). Nach dem letzten Spiel erfolgte die Abreise nach Brasilien, wo das gesamte DFB-Team sein Basisquartier Campo Bahia bezog.
| Datum        | Spielort        | Gegner   | Ergebnis  | Torschützen                                                                                           |
| ------------ | --------------- | -------- | --------- | --- |
| 5. März 2014 | Stuttgart       | Chile    | 1:0 (1:0) | Götze (16.)                                                                                           |
| 13. Mai 2014 | Hamburg         | Polen    | 0:0 (0:0) | |
| 1. Juni 2014 | Mönchengladbach | Kamerun  | 2:2 (0:0) | Eto’o (62.), Müller (66.), Schürrle (71.), Choupo-Moting (78.)                                        |
| 6. Juni 2014 | Mainz           | Armenien | 6:1 (0:0) | Schürrle (52.), Mchitarjan (69., Elfm.), Podolski (71.), Höwedes (73.), Klose (76.), Götze (82., 89.) |

## Kader
Eine vorläufige Spielerliste mit 30 Spielern musste bis zum 13. Mai 2014 bei der FIFA eingereicht werden. Die endgültige Liste mit 23 Spielern musste bis spätestens 2. Juni 2014 bei der FIFA eingehen. Von den schließlich 30 vorläufig nominierten Spielern kamen zwölf bereits bei vorherigen WM-Turnieren zum Einsatz. Der vorläufige Kader wurde am 8. Mai 2014 bekanntgegeben. Nach dem Freundschaftsspiel gegen Polen wurden Maximilian Meyer, Leon Goretzka, André Hahn und Marcell Jansen aus dem vorläufigen Kader gestrichen, wohingegen Christoph Kramer, der gegen Polen sein Debüt gab, dem Kader hinzugefügt wurde. Am 22. Mai 2014 zog sich Lars Bender im Trainingslager eine Oberschenkelverletzung zu und fiel dadurch für die Weltmeisterschaft aus. Joachim Löw verzichtete auf eine Nachnominierung. Nach dem Testspiel gegen Kamerun am 1. Juni 2014 strich Löw Shkodran Mustafi, Marcel Schmelzer und Kevin Volland aus dem Kader. Im Benefiz-Länderspiel gegen Armenien am 6. Juni 2014 zog sich Marco Reus jedoch einen Teilriss des vorderen Syndesmosebandes oberhalb des linken Sprunggelenks zu und fiel damit für das Turnier aus. An seiner Stelle rückte Mustafi in das Aufgebot.
Erstmals standen sieben bei ausländischen Vereinen tätige Spieler im Kader, womit die bisherige Maximalzahl von sechs Spielern von 1994 übertroffen wurde.
Der Kader bestand aus folgenden Spielern (Einteilung in Torhüter, Abwehr, Mittelfeldspieler und Stürmer laut FIFA):
| Nr.                                     | Spieler                | Verein                   | Länderspiel- einsätze | Länderspiel- tore | Geburtsdatum  | Spiele   | Tore     | [ K 3 ]  | Gelb-Rote Karten | Rote Karten | WM-Teilnahmen    | WM-Spiele (vor 2014) | WM-Tore (vor 2014) |
| Torhüter                                | Torhüter               | Torhüter                 | Torhüter              | Torhüter          | Torhüter      | Torhüter | Torhüter | Torhüter | Torhüter         | Torhüter    | Torhüter         | Torhüter             | Torhüter           |
| --------------------------------------- | ---------------------- | ------------------------ | --------------------- | ----------------- | ------------- | -------- | -------- | -------- | ---------------- | ----------- | ---------------- | -------------------- | ------------------ |
| 1                                       | Manuel Neuer           | FC Bayern MünchenM, P    | 045                   | 0                 | 27. März 1986 | 7        | 0        | 0        | 0                | 0           | 2010             | 6                    | 0                  |
| 22                                      | Roman Weidenfeller     | Borussia Dortmund        | 03                    | 0                 | 6. Aug. 1980  | 0        | 0        | 0        | 0                | 0           |                  |                      |                    |
| 12                                      | Ron-Robert Zieler      | Hannover 96              | 03                    | 0                 | 12. Feb. 1989 | 0        | 0        | 0        | 0                | 0           |                  |                      |                    |
| Abwehr                                  |                        |                          |                       |                   |               |          |          |          |                  |             |                  |                      |                    |
| 20                                      | Jérôme Boateng         | FC Bayern MünchenM, P    | 039                   | 0                 | 3. Sep. 1988  | 7        | 0        | 0        | 0                | 0           | 2010             | 5                    | 0                  |
| 15                                      | Erik Durm              | Borussia Dortmund        | 01                    | 0                 | 12. Mai 1992  | 0        | 0        | 0        | 0                | 0           |                  |                      |                    |
| 3                                       | Matthias Ginter        | SC Freiburg              | 02                    | 0                 | 19. Jan. 1994 | 0        | 0        | 0        | 0                | 0           |                  |                      |                    |
| 2                                       | Kevin Großkreutz       | Borussia Dortmund        | 05                    | 0                 | 19. Juli 1988 | 0        | 0        | 0        | 0                | 0           |                  |                      |                    |
| 4                                       | Benedikt Höwedes       | FC Schalke 04            | 021                   | 02                | 29. Feb. 1988 | 7        | 0        | 1/1      | 0                | 0           |                  |                      |                    |
| 5                                       | Mats Hummels           | Borussia Dortmund        | 030                   | 02                | 16. Dez. 1988 | 6        | 2        | 0        | 0                | 0           |                  |                      |                    |
| 17                                      | Per Mertesacker        | FC ArsenalP              | 098                   | 04                | 29. Sep. 1984 | 6        | 0        | 0        | 0                | 0           | 2006, 2010       | 13                   | 0                  |
| 21                                      | Shkodran Mustafi       | Sampdoria Genua          | 01                    | 0                 | 17. Apr. 1992 | 3        | 0        | 0        | 0                | 0           |                  |                      |                    |
| Mittelfeldspieler                       |                        |                          |                       |                   |               |          |          |          |                  |             |                  |                      |                    |
| 14                                      | Julian Draxler         | FC Schalke 04            | 011                   | 01                | 20. Sep. 1993 | 1        | 0        | 0        | 0                | 0           |                  |                      |                    |
| 6                                       | Sami Khedira           | Real MadridC, P          | 046                   | 04                | 4. Apr. 1987  | 5        | 1        | 1        | 0                | 0           | 2010             | 7                    | 1                  |
| 23                                      | Christoph Kramer       | Borussia Mönchengladbach | 02                    | 0                 | 19. Feb. 1991 | 3        | 0        | 0        | 0                | 0           |                  |                      |                    |
| 18                                      | Toni Kroos             | FC Bayern MünchenM, P    | 044                   | 05                | 4. Jan. 1990  | 7        | 2        | 0        | 0                | 0           | 2010             | 4                    | 0                  |
| 16                                      | Philipp Lahm           | FC Bayern MünchenM, P    | 106                   | 05                | 11. Nov. 1983 | 7        | 0        | 1        | 0                | 0           | 2006, 2010       | 13                   | 1                  |
| 8                                       | Mesut Özil             | FC ArsenalP              | 055                   | 017               | 15. Okt. 1988 | 7        | 1        | 0        | 0                | 0           | 2010             | 7                    | 1                  |
| 7                                       | Bastian Schweinsteiger | FC Bayern MünchenM, P    | 102                   | 023               | 1. Aug. 1984  | 6        | 0        | 1/1      | 0                | 0           | 2006, 2010       | 14                   | 2                  |
| Stürmer                                 |                        |                          |                       |                   |               |          |          |          |                  |             |                  |                      |                    |
| 19                                      | Mario Götze            | FC Bayern MünchenM, P    | 029                   | 09                | 3. Juni 1992  | 6        | 2        | 0        | 0                | 0           |                  |                      |                    |
| 11                                      | Miroslav Klose         | Lazio Rom                | 132                   | 069               | 9. Juni 1978  | 5        | 2        | 0        | 0                | 0           | 2002, 2006, 2010 | 19                   | 14                 |
| 13                                      | Thomas Müller          | FC Bayern MünchenM, P    | 049                   | 017               | 13. Sep. 1989 | 7        | 5        | 0        | 0                | 0           | 2010             | 6                    | 5                  |
| 10                                      | Lukas Podolski         | FC ArsenalP              | 114                   | 047               | 4. Juni 1985  | 2        | 0        | 0        | 0                | 0           | 2006, 2010       | 13                   | 5                  |
| 9                                       | André Schürrle         | FC Chelsea               | 033                   | 013               | 6. Nov. 1990  | 6        | 3        | 0        | 0                | 0           |                  |                      |                    |
| Mannschaftsleitung: Trainer und Manager |                        |                          |                       |                   |               |          |          |          |                  |             |                  |                      |                    |
|                                         | Joachim Löw            | Bundestrainer            | 105                   |                   | 3. Feb. 1960  | 7        |          |          |                  |             | 2006, 2010       | 7                    |                    |
|                                         | Oliver Bierhoff        | Teammanager              | 139                   |                   | 1. Mai 1968   | 7        |          |          |                  |             | 2006, 2010       | 14                   |                    |
|                                         | Hansi Flick            | Trainerassistent         | 105                   |                   | 24. Feb. 1965 | 7        |          |          |                  |             | 2010             | 7                    |                    |
|                                         | Andreas Köpke          | Torwarttrainer           | 136                   |                   | 12. März 1962 | 7        |          |          |                  |             | 2006, 2010       | 14                   |                    |

1. ↑  Erfolge des Vereins: C = UEFA-Champions-League-Sieger 2013/14, M = Nationaler Meister 2013/14, P = Nationaler Pokalsieger 2013/14.
2. 1 2  Angegeben sind nur die Spiele und Tore, die vor Beginn der Weltmeisterschaft absolviert bzw. erzielt wurden (Stand: 6. Juni 2014, nach dem Spiel gegen Armenien).
3. ↑  Die Anzeige „1/1“ bedeutet, dass eine Karte vor dem Halbfinale und eine Karte nach dem Viertelfinale erhalten wurde, so dass keine Sperre fällig wurde.
4. ↑   Joachim Löw nahm an der WM 2006 als Assistent von Bundestrainer Jürgen Klinsmann teil und wurde erst nach dem Turnier zum Bundestrainer ernannt.

Von den sieben Spielern, die in allen sieben Spielen eingesetzt wurden, waren neben Manuel Neuer nur der Kapitän Philipp Lahm und Benedikt Höwedes jeweils über die gesamte Spielzeit im Einsatz.

## Gruppenphase
Bei der am 6. Dezember 2013 vorgenommenen Auslosung der Endrunde wurde Deutschland als eine von acht Mannschaften aufgrund der Platzierung in der FIFA-Weltrangliste vom Oktober 2013 in Topf 1 gesetzt und als Gruppenkopf der Gruppe G gelost. Zugelost wurden Ghana, die USA und Portugal – letztere Mannschaft durch Geoff Hurst, den Schützen des Wembley-Tores. Gegen Ghana bestritt Deutschland bei der Weltmeisterschaft 2010 in Südafrika am 23. Juni 2010 das letzte Gruppenspiel und zog durch ein 1:0 ins Achtelfinale ein. Die vom ehemaligen Bundestrainer Jürgen Klinsmann trainierten USA waren zuletzt am 2. Juni 2013 aus Anlass des 100. Geburtstags des US-Fußballverbandes Gegner bei einem Freundschaftsspiel, das mit 3:4 verloren wurde. Bei Weltmeisterschaften trafen Deutschland und die USA 1998 in der Gruppenphase (2:0 für Deutschland) und 2002 im Viertelfinale (1:0 für Deutschland) aufeinander. Portugal war zuletzt am 9. Juni 2012 im ersten Gruppenspiel der EM-Endrunde Gegner, wobei Deutschland mit 1:0 gewann. Bei Weltmeisterschaften trafen beide erst einmal aufeinander, im Spiel um Platz 3 bei der WM 2006, das Deutschland mit 3:1 gewann. Erstmals spielte Deutschland damit in der Gruppenphase gegen keine Mannschaft, gegen die bei einer WM noch nie gespielt wurde. Vor der Auslosung äußerten sowohl Jürgen Klinsmann als auch Portugals Rekordtorschütze Cristiano Ronaldo den Wunsch, nicht auf Deutschland zu treffen, während Kevin-Prince Boateng sich Deutschland und damit seinen Halbbruder Jérôme Boateng wieder als Gruppengegner wünschte.
Unterkunft der deutschen Mannschaft war das Campo Bahia, welches am 8. Juni bezogen wurde. Das erste Gruppenspiel war das 100. WM-Spiel für Deutschland, womit als erste Nation diese Grenze erreicht wurde. Alle Spielorte bis zum Viertelfinale lagen an der Atlantikküste mit Mindesttemperaturen im Juni von 22 °C und Maximaltemperaturen von bis zu 29,6 °C und einer relativen Luftfeuchtigkeit von 82 bis 85 %. Das Spiel in Fortaleza war das äquatornächste Spiel in der Geschichte der Nationalmannschaft. Deutschland hatte vor der WM noch keine Spiele in einem der drei Gruppenspielorte bestritten.
| Pl. | Land        | Sp. | S | U | N | Tore    | Diff. | Punkte |
| --- | ----------- | --- | - | - | - | ------- | ----- | ------ |
| 1.  | Deutschland | 3   | 2 | 1 | 0 | 007:200 | +5    | 07     |
| 2.  | USA         | 3   | 1 | 1 | 1 | 004:400 | ±0    | 04     |
| 3.  | Portugal    | 3   | 1 | 1 | 1 | 004:700 | −3    | 04     |
| 4.  | Ghana       | 3   | 0 | 1 | 2 | 004:600 | −2    | 01     |

|                                                               |   |             |           |
| Mo., 16. Juni 2014 um 13:00 Uhr (18:00 Uhr MESZ) in Salvador  |   |             |           |
| Deutschland                                                   | – | Portugal    | 4:0 (3:0) |
| Sa., 21. Juni 2014 um 16:00 Uhr (21:00 Uhr MESZ) in Fortaleza |   |             |           |
| Deutschland                                                   | – | Ghana       | 2:2 (0:0) |
| Do., 26. Juni 2014 um 13:00 Uhr (18:00 Uhr MESZ) in Recife    |   |             |           |
| USA                                                           | – | Deutschland | 0:1 (0:0) |

## K.-o.-Runde

### Achtelfinale
|                                                                  |   |          |                      |
| Mo., 30. Juni 2014 um 17:00 Uhr (22:00 Uhr MESZ) in Porto Alegre |   |          |                      |
| Deutschland                                                      | – | Algerien | 2:1 n. V. (0:0, 0:0) |

Erstmals seit dem Viertelfinale 1970 gegen England gewann Deutschland wieder ein WM-Spiel in der Verlängerung, ohne auf das Elfmeterschießen angewiesen zu sein. Gegen Algerien gab es zuvor erst zwei Spiele, die beide verloren wurden. Das letzte Spiel beider Mannschaften fand in der Vorrunde der Weltmeisterschaft 1982 in Gijón statt, Deutschland unterlag mit 1:2.

### Viertelfinale
|                                                                   |   |             |           |
| Fr., 4. Juli 2014 um 13:00 Uhr (18:00 Uhr MESZ) in Rio de Janeiro |   |             |           |
| Frankreich                                                        | – | Deutschland | 0:1 (0:1) |

Gegen Frankreich gab es zuvor 25 Spiele mit acht Siegen, sechs Remis und elf Niederlagen. Bei Weltmeisterschaften war die Bilanz mit je einem Sieg, einem Remis und einer Niederlage ausgeglichen, das Remis wurde aber im Elfmeterschießen noch in einen Sieg verwandelt.

### Halbfinale
|                                                                   |   |             |           |
| Di., 8. Juli 2014 um 17:00 Uhr (22:00 Uhr MESZ) in Belo Horizonte |   |             |           |
| Brasilien                                                         | – | Deutschland | 1:7 (0:5) |

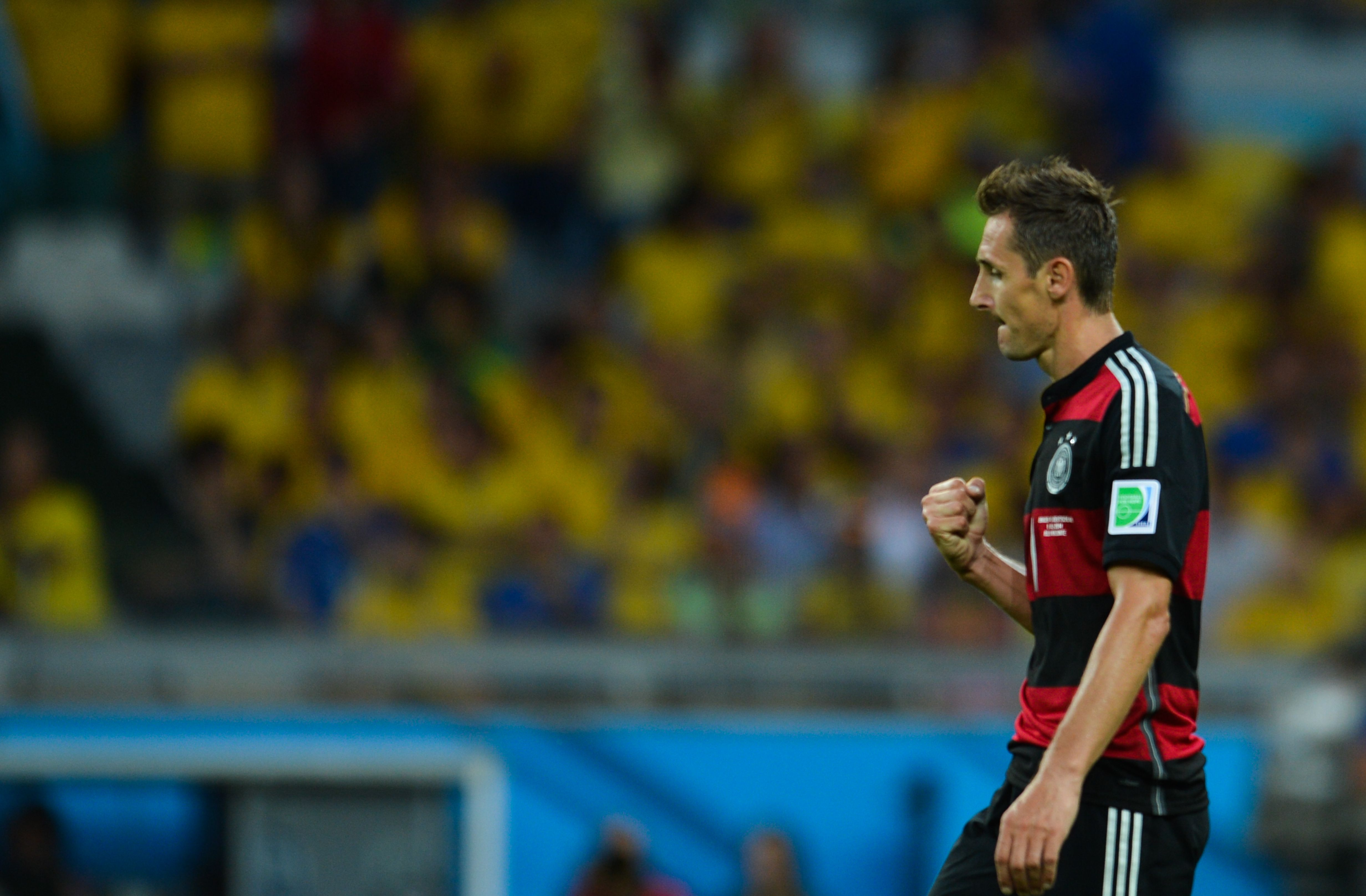
Miroslav Klose schoss beim 7:1 in Belo Horizonte sein 16. WM-Tor und ist seitdem alleiniger WM-Torschützenkönig.

Zuvor gab es 21 Spiele gegen Brasilien, von denen vier gewonnen wurden, fünf remis endeten und zwölf verloren wurden. Im Land des Gegners hatte Deutschland gegen Brasilien noch nie gewonnen. Bei Weltmeisterschaften gab es zuvor nur die Begegnung im Finale 2002, das Brasilien mit 2:0 gewann. Die letzte Partie vor der WM zwischen beiden Mannschaften fand am 10. August 2011 als Freundschaftsspiel in Stuttgart statt und wurde von Deutschland mit 3:2 gewonnen.

### Finale
|                                                                   |   |             |           |
| So. 13. Juli 2014 um 16:00 Uhr (21:00 Uhr MESZ) in Rio de Janeiro |   |             |           |
| Deutschland                                                       | – | Argentinien | 1:0 n. V. |

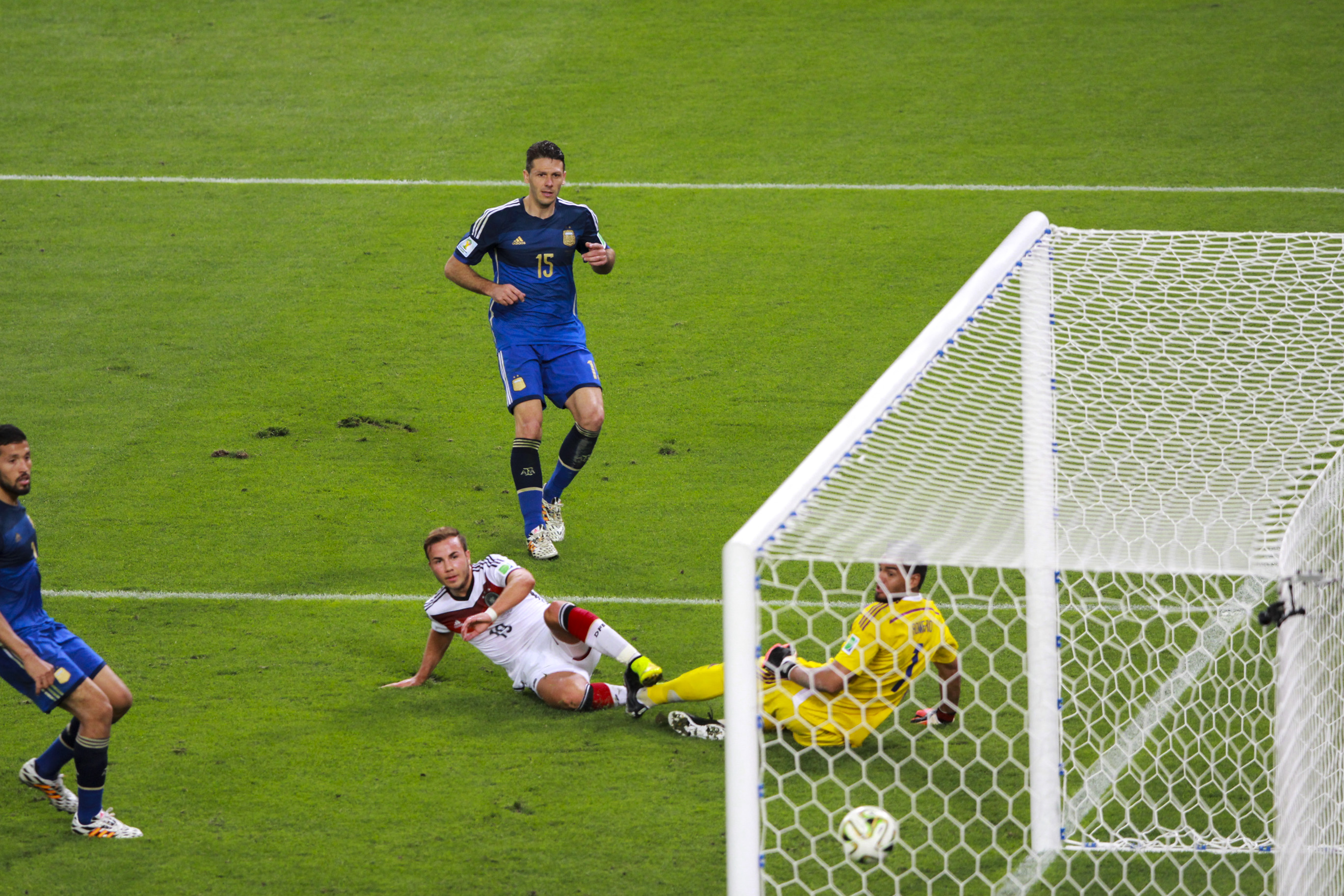
Mario Götze erzielt das Siegtor gegen Argentinien.

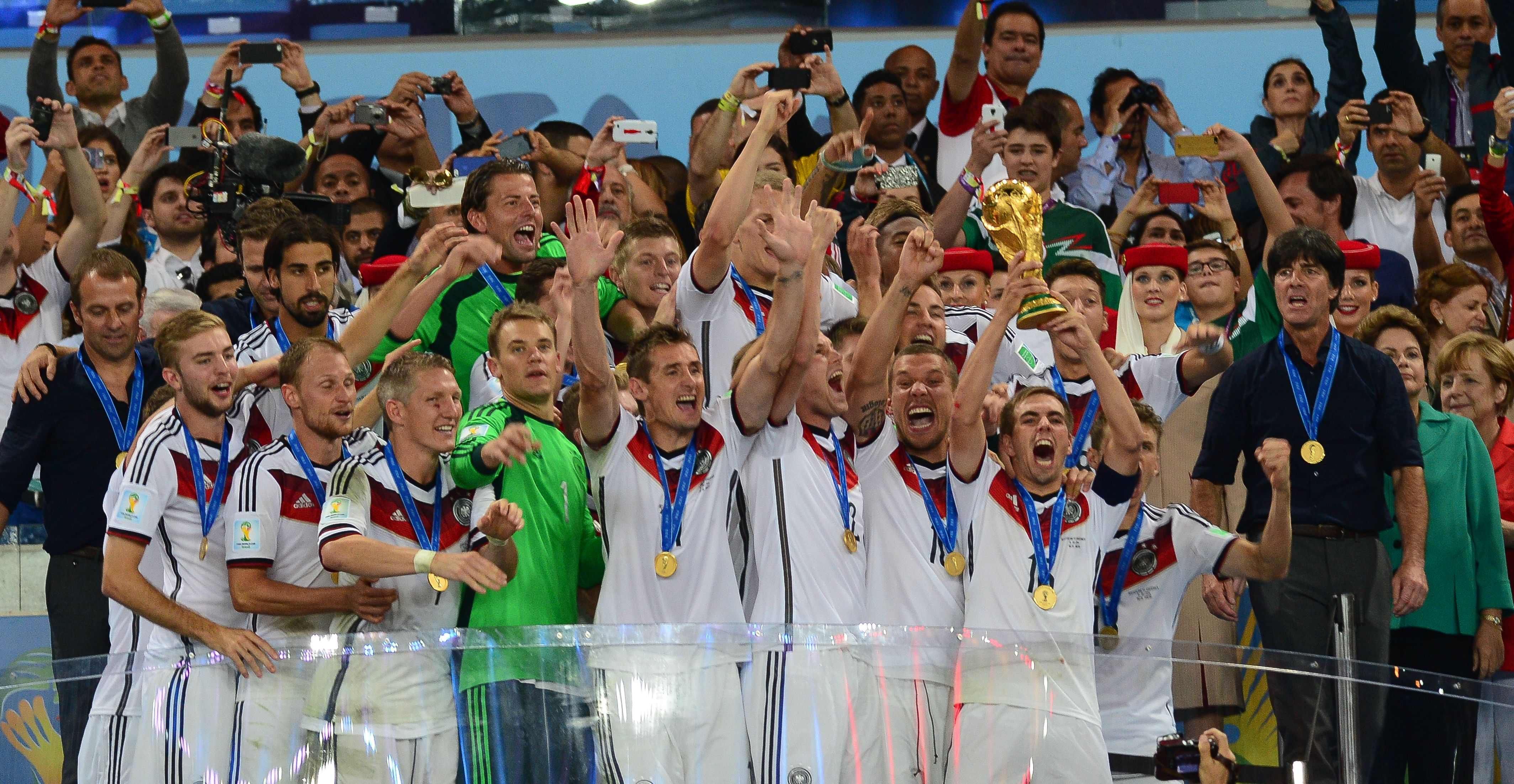
Kapitän Philipp Lahm (vorne rechts) mit dem WM-Pokal bei der Siegerehrung

Beide Mannschaften standen sich bei Weltmeisterschaften zuvor sechsmal und nach den beiden Viertelfinalbegegnungen 2006 und 2010 zum dritten Mal in Folge gegenüber. Dreimal konnte Deutschland in der normalen Spielzeit gewinnen, u. a. im Finale 1990. Zwei Spiele endeten Remis, wovon Deutschland eins im Elfmeterschießen gewann. Nur im Finale 1986 gab es eine Niederlage gegen Argentinien. In Freundschaftsspielen hatte Argentinien bis dahin häufiger gegen Deutschland gewonnen. Es war die dritte Finalpaarung zwischen beiden. So oft sind keine anderen Mannschaften im Finale aufeinandergetroffen.

## Rücktritte nach der Weltmeisterschaft
Kurz nach der Weltmeisterschaft erklärten Kapitän Philipp Lahm, Miroslav Klose und Per Mertesacker ihren Rücktritt aus der deutschen Nationalmannschaft. Die drei Spieler wurden ebenso wie Hansi Flick, der auf den Posten des Sportdirektors beim DFB wechselte, am 3. September 2014 vor dem mit 2:4 verlorenen Freundschaftsspiel gegen Argentinien offiziell verabschiedet.

## Statistik
- Das erste Vorrundenspiel gegen Portugal war das 100. WM-Spiel für Deutschland, das als erstes Land diese Marke erreichte.
- Miroslav Klose stellte im zweiten Vorrundenspiel gegen Ghana zwei Minuten nach seiner Einwechslung durch das Tor zum 2:2-Endstand den WM-Torrekord von 15 Toren ein, den Ronaldo – ebenfalls durch ein Tor gegen Ghana – seit 2006 gehalten hatte. Durch sein Tor im Halbfinale gegen Brasilien wurde er zum alleinigen WM-Rekordtorschützen mit 16 Treffern.
- Deutschland erreichte als erste Mannschaft zum vierten Mal in Folge das Halbfinale. Miroslav Klose war der erste Spieler, der in vier Halbfinalspielen stand.
- Deutschland erreichte zum achten Mal das Finale einer WM und stellte damit einen neuen Rekord auf.
- Deutschland spielte als einzige Mannschaft in sechs verschiedenen Städten.
- Mit dem 7:1-Sieg im Halbfinale gegen Brasilien überholte Deutschland die Brasilianer in der Anzahl der bei Weltmeisterschaften erzielten Tore und hatte nach dem Finale mit 224 Toren drei Tore mehr als Brasilien erzielt.
- Mit 18:4 Toren erreichte Deutschland seine beste Trefferquote bei Weltmeisterschaften und egalisierte den bei der Weltmeisterschaft 2002 durch Brasilien aufgestellten Torrekord in den seit 1974 üblichen sieben Spielen bis zum Weltmeistertitel.[17] Mehr Tore erzielte die DFB-Elf nur in den sechs Spielen bis zum Titelgewinn 1954 (25:14).
- Die 18 deutschen Treffer verteilten sich auf acht Spieler (Thomas Müller, Mats Hummels, Sami Khedira, Mario Götze, André Schürrle, Mesut Özil, Miroslav Klose und Toni Kroos). Damit belegte die DFB-Elf in der Rangliste der Mannschaften mit der höchsten Anzahl an Torschützen des Turniers hinter den Niederlanden (neun Torschützen) und vor Kolumbien, Frankreich und Belgien (je sechs Torschützen) den zweiten Platz.
- Thomas Müller erzielte mit dem 1:0 gegen Brasilien das 2000. Tor der deutschen Nationalmannschaft.
- Acht Spieler hatten 2009 die U-21- (Jérôme Boateng, Benedikt Höwedes, Mats Hummels, Sami Khedira, Mesut Özil und Manuel Neuer) bzw. die U-17-Europameisterschaft (Mario Götze und Shkodran Mustafi) gewonnen. Zudem gehörte Ersatztorhüter Ron-Robert Zieler zur Mannschaft, die 2008 U-19-Europameister wurde.
- Mario Götze war der erste Einwechselspieler, der in einem WM-Finale das Siegtor erzielte.[18] Götzes Tor war der letzte von 32 Treffern während des Turniers, die durch Einwechselspieler erzielt wurden; so viele wie bei keiner Weltmeisterschaft zuvor. Fünf Tore davon entfielen auf deutsche Spieler (André Schürrle drei Tore, Miroslav Klose und Mario Götze je ein Tor). Mit seinen drei Treffern stellte André Schürrle einen neuen Torrekord deutscher Einwechselspieler bei Weltmeisterschaften auf.
- Deutschland übernahm nach dem Sieg bei der Weltmeisterschaft die Führung in der FIFA-Weltrangliste.[19] Im Verlauf des Turniers hatte die DFB-Elf die bis dahin auf Platz 3 bis 5 der Weltrangliste geführten Mannschaften (Brasilien, Portugal, Argentinien) besiegt; Spanien als Titelverteidiger und bisheriger Ranglistenerster vor der zweitplatzierten deutschen Mannschaft war bereits nach der Gruppenphase ausgeschieden.

## Auszeichnungen
- In sechs der sieben WM-Spiele der DFB-Elf wurden deutsche Spieler zum Man of the Match gewählt (je zweimal Thomas Müller und Mario Götze sowie je einmal Mats Hummels und Toni Kroos).
- Mats Hummels, Toni Kroos, Philipp Lahm und Thomas Müller wurden am 11. Juli von der Technischen Studien-Gruppe (TSG) der FIFA für den Goldenen Ball nominiert. Müller wurde letztlich mit dem Silbernen Ball ausgezeichnet. Zudem erhielt er den Silbernen Schuh als zweitbester Torschütze.
- Manuel Neuer wurde mit dem Goldenen Handschuh als bester Torwart ausgezeichnet.[20]
- Mats Hummels, Toni Kroos, Philipp Lahm, Thomas Müller und Manuel Neuer wurden in die Index Top 11 aufgenommen, womit Deutschland die meisten Spieler stellte.
- Die Tore von André Schürrle gegen Algerien und Mario Götze gegen Argentinien wurden von den Zuschauern der Sportschau zum Tor des Monats Juni bzw. Juli gewählt.[21][22] Das Finaltor von Mario Götze wurde zudem mit 47,7 % der Stimmen zum Tor des Jahres gewählt.[23]
- Mats Hummels, Toni Kroos, Thomas Müller und Manuel Neuer wurden per Internet-Abstimmung auf der Internetseite der FIFA in das Dream Team gewählt, wobei Deutschland zusammen mit Brasilien die meisten Spieler stellte. Jogi Löw wurde als Trainer des Dream Teams gewählt.
- Manuel Neuer wurde anschließend zum Fußballer des Jahres und Joachim Löw zum Trainer des Jahres in Deutschland gewählt.[24]
- Am 10. November 2014 erhielten die Spieler und das Trainerteam von Bundespräsident Joachim Gauck das Silberne Lorbeerblatt, die höchste sportliche Auszeichnung der Bundesrepublik Deutschland.[25]
- Joachim Löw wurde am 13. Januar 2015 als FIFA-Welttrainer des Jahres ausgezeichnet.
- Im April 2015 wurde die Mannschaft wie alle Weltmeister seit 2002 mit dem Laureus World Sports Awards als Mannschaft des Jahres ausgezeichnet.[26]

## Siegesfeier
Der Rückflug nach Deutschland erfolgte am 15. Juli in einer Chartermaschine der Lufthansa, die mit „Siegerflieger Fanhansa“ beklebt war. Nach einem Überflug der Fanmeile am Brandenburger Tor in etwa 600 Metern Höhe und der anschließenden Landung in Berlin-Tegel folgte eine Fahrt auf einem offenen LKW-Auflieger zum Empfang auf der Fanmeile. Eine geschätzte halbe Million Menschen soll sich dort eingefunden haben. Die Spieler sowie ihre Trainer und Betreuer betraten die Bühne, um sich mit dem Pokal feiern zu lassen und den Fans für ihre Unterstützung zu danken.
Bei der Siegesfeier führten einige Nationalspieler – in Abwandlung ähnlicher Darbietungen bei vorangegangenen Fanfesten – eine Gesangs- und Tanzeinlage zur Melodie des Kinderlieds „Ich kenne einen Cowboy“ auf. Diese wurde später als „Gaucho-Tanz“ bekannt und in verschiedenen Medien als geschmacklose Verhöhnung der im Finale unterlegenen Argentinier bezeichnet. Bei DFB-Präsident Wolfgang Niersbach und den unter anderen beteiligten Spielern Toni Kroos und Shkodran Mustafi stieß diese Auslegung auf Unverständnis. Viele Kommentare auch der internationalen Presse verwiesen auf das durchgängig faire Verhalten der deutschen Mannschaft im Laufe des Turniers und die weite Verbreitung des Fangesangs.
Gaststar auf der Siegesfeier war die Schlagersängerin Helene Fischer, die dort unter anderem (mit verändertem Text, dem Anlass angepasst) ihren Hit „Atemlos durch die Nacht“ vortrug.

## Sonstiges
- Am 10. November 2014 hatte der Dokumentarfilm Die Mannschaft Premiere, der die Fußball-Weltmeisterschaft 2014 in Brasilien aus Sicht der deutschen Mannschaft zeigt.
- Deutschland qualifizierte sich durch den Titelgewinn für den FIFA-Konföderationen-Pokal 2017 in Russland und gewann auch dieses Turnier.